# Demetriusz Chomatian
Demetriusz Chomatian lub Chomatianos (gr. Δημήτριος Χωματηνός/Χωματιανός, ur. w 2 poł XII w., zm. 1235) – arcybiskup Ochrydy, bizantyński teolog.

## Życie
Demetriusz Chomatian urodził się w drugiej połowie XII wieku. Odbył studia prawnicze w Konstantynopolu, prawdopodobnie u Teodora Balsamona. Około 1200 roku został archiwariuszem w Ochrydzie. W 1217 roku został wyświęcony na arcybiskupa Ochrydy. Niezadowolony z przyznania autokefalii Kościołowi serbskiemu w 1219 roku i wyjęcia go spod jurysdykcji biskupa Ochrydy przez patriarchę Nicei dał się nakłonić władcy Epiru Teodorowi Angelosowi Dukasowi Komnenowi i w 1225 koronował go na cesarza, czym wywołał protesty patriarchy Nicei Germana II.

## Pisma
Chomatian pozostawił po sobie 152 traktaty w formie listów, wśród nich opracowany w języku greckim słowiański żywot Klemensa z Ochrydy, spisany przez jego uczniów; list do arcybiskupa Serbii Sawy, w którym protestował przeciw wyniesieniu go na stolicę patriarszą i wykazywał nieważność jego święceń; list do patriarchy Germana II, w którym broni koronacji Teodora Angelosa.
Chomatian opowiadał się za ważnością konsekracji chleba przaśnego w Kościele Zachodnim i zalecał swoim biskupom w Kościele Zachodnim, by adorowali Najświętszy Sakrament i udzielali komunii. Uważał, że dzieci zmarłe przed chrztem nie osiągają szczęśliwości wiecznej ani nie ponoszą kary. Twierdził również, że związek małżeński może być rozwiązany nie tylko z powodu cudzołóstwa ale i z innych przyczyn. Pisma Demetriusza pozwalają też poznać wewnętrzne stosunki Epiru i jego kontakty z Cesarstwem Nicejskim i państwami słowiańskimi.